# Jan Ostroróg (1565–1622)
Jan Ostroróg (ur. 1565, zm. w czerwcu 1622 w majątku Komarno) – wojewoda poznański w latach 1610–1621, kasztelan poznański w latach 1600–1609, podczaszy koronny w 1588 roku, cześnik koronny w 1580 roku, marszałek Trybunału Głównego Koronnego w 1600 roku, starosta malborski, garwoliński, kolski, polski pisarz-pamiętnikarz, przyrodnik.

## Wywód przodków
| 4. Wacław Ostroróg                     |  |                       |  |  |                 |
|                                        |  | 2. Stanisław Ostroróg |  |  |                 |
| 5. Urszula z Kutna Potocka             |  |                       |  |  |                 |
|                                        |  |                       |  |  | 1. Jan Ostroróg |
| 6. Jan Tęczyński wojewoda sandomierski |  |                       |  |  |                 |
|                                        |  | 3. Zofia Tęczyńska    |  |  |                 |
| 7. Katarzyna Łaska                     |  |                       |  |  |                 |
|                                        |  |                       |  |  |                 |

## Życiorys
Był synem Stanisława Ostroroga i Zofii z Tęczyńskich, bratem Mikołaja, kasztelana bełskiego. Szwagier Jana Karola Chodkiewicza, z którym wiódł spór o dobra po Mieleckich.
Pochodził z rodziny luterańskiej, ale przed 1587 przeszedł na katolicyzm. Był zaprzyjaźniony z Piotrem Skargą. Podczas elekcji w 1587 oddał głos na Zygmunta III Wazę. Był stronnikiem Jana Zamoyskiego. W 1588 został mianowany podczaszym koronnym, a w 1600 kasztelanem poznańskim.
Poseł na sejm 1590 roku z województwa kaliskiego i województwa poznańskiego.
W 1591 udzielił gościny zbiegłemu z Mołdawii do Polski hospodarowi Jeremiaszowi Mohyle.
Podczas Rokoszu Zebrzydowskiego poparł króla, ale starał się mediować pomiędzy monarchą a rokoszanami. Brał udział w Bitwie pod Guzowem. W 1610 został mianowany wojewodą poznańskim.
Przebywał głównie na Rusi Czerwonej (rezydował przeważnie w podmiejskim folwarku koło Komarna, który nazwał Ostrorogiem), ale nie zapominał także o swoich dobrach wielkopolskich. Po powrocie w 1589 r. do wiary katolickiej odebrał protestantom kościół w Grodzisku Wielkopolskim, który otrzymali oni na fali reformacji od jego ojca. W 1593 r. założył w Grodzisku nowe miasto i nadał mu przywileje.
Był dwa razy żonaty; po raz pierwszy z Katarzyną Mielecką, córką wojewody podolskiego Mikołaja Mieleckiego, po raz drugi z Zofią księżniczką Zasławską. Z pierwszego małżeństwa miał syna Mikołaja i córkę Zofię, z drugiego Stanisława, kanonika krakowskiego, Jana i Kazimierza (wszyscy trzej zmarli młodo) oraz trzy córki: Annę, Elżbietę Konstancję i Elżbietę Katarzynę (małżonka pisarza polnego koronnego Andrzeja Sierakowskiego h. Dołęga).
Inicjator w 1599 r. fundowania klasztoru bernardynów w Sokalu (dał 5000 zł). Zrobił zapis za zgodą Katarzyny Mieleckiej na budowie kolegium jezuickiego we Lwowie na jej wsiach Baczów i Podusilna (koło Przemyślan), pochowany został u bernardynów w Sokalu.
Prowadził wszechstronną działalność literacką, jest autorem m.in. poradnika myśliwskiego pt. Myślistwo z ogary z 1618 r. Wydał także pierwszy polski podręcznik pszczelarstwa Nauka koło pasiek.
Odziedziczył po ojcu w Wielkopolsce miasta Grodzisk Wielkopolski i Międzychód z przyległymi wsiami w poznańskim województwie. Miał (po matce) Zielów i Łozinę w powiecie lwowskim, Steniatyn – w bełskim, Strzeszkowice i Czołnę w powiecie lubelskim. W 1606 r. scedował królewszczyznę Stulno Sędziwojowi Ostrorogowi (kasztelanowi międzyrzeckiemu).